# Berlin ER
Berlin ER (tyska: KRANK Berlin) är en tysk dramaserie i sjukhusmiljö som hade premiär den 26 februari 2025 på Apple TV+. Serien är skapad av Viktor Jakovleski och Samuel Jefferson.

## Handling
Serien handlar om Dr Parker som flyttar från München till Berlin efter en personlig kris. Hon arbetar på den kaotiska akutmottagningen på Berlins mest överfulla sjukhus och söker en nystart mitt i den intensiva medicinska miljön.

## Rollista (i urval)
- Haley Louise Jones – Zanna Parker
- Bernhard Schütz
- Peter Lohmeyer – Steffen Beck